# 木下賴繼
木下賴繼（?—1600年）是安土桃山時代的武將及大名。據說是大谷吉繼的次子，但也有說法認為他是大谷吉繼的侄子或養子。官位為山城守，其兄為吉治。

## 生平
他與父親及兄長一同作為豐臣秀吉的家臣效力，並在越前國境內獲賜2萬5,000石的領地，且受封山城守之官位。
據說他深受秀吉寵愛，因此被允許使用木下這個姓氏。另有一種說法認為，他之所以使用木下姓，是因為繼承了木下吉隆的名跡。關於其諱的由來，有人認為「繼」字來自於吉繼，而「頼」字則是從秀吉之子豐臣秀賴那裡獲得偏諱所賜。
在慶長5年（1600年）的關原之戰中，他與父親及兄長一同加入西軍。父親分配給他700餘名士兵，負責在北陸對抗前田利長的軍隊。在關原主戰場中，他與戶田重政及平塚為廣一同抵擋了駐守松尾山的小早川秀秋的倒戈攻擊。然而，隨後遭到脇坂、赤座、朽木、小川等北陸勢力的倒戈及夾擊，最終兵敗潰散。吉繼在自盡前曾下令讓部下從戰場撤退，於是賴繼離開戰場，隱匿於越前國，但據說同年因病去世。另有一說認為他是在關原戰死。

### 備註
1. ↑  豐臣秀賴的元服時間極早，僅在出生後的3年，即慶長元年（1596年）便完成了元服。當時，賴繼的年齡應已進入10多歲，正值適合元服的時期，因此推測他在1600年去世前應已完成元服，這一推測並無矛盾。

## 腳註
1. 1 2  《武家事紀》中有關大谷吉隆的部分。
2. ↑  近藤瓶城 (编), , 史籍集覧第11冊, 近藤出版部} 國立國會圖書館數位典藏, 1906
3. ↑  高柳 & 松平 1981，p.85
4. 1 2  奥村徹也「大谷刑部の家族・一族」、花ヶ前盛明 2000，p.63